# Wereldbeker skeleton 2014/2015
De wereldbeker skeleton 2014/2015 (officieel: Viessmann FIBT Bob & Skeleton World Cup 2014/2015) liep van 12 december 2014 tot en met 15 februari 2015. De competitie werd  georganiseerd door de FIBT, gelijktijdig met de wereldbeker bobsleeën. 
De competitie omvatte dit seizoen acht wedstrijden in de twee traditionele onderdelen in het skeleton, mannen en vrouwen individueel. De zesde wereldbekerwedstrijd in La Plagne gold voor de Europese deelnemers tevens als het Europees kampioenschap, voor de vrouwen werd deze wedstrijd vanwege slechte weersomstandigheden verplaatst naar 8 februari in Igls.
Bij de mannen veroverde de Let Martins Dukurs voor het zesde opeenvolgde seizoen de eindzege. Voor het derde opeenvolgende seizoen eindigde Martins broer Tomass op de tweede plaats. Op de derde plaats eindigde Axel Jungk.
Bij de vrouwen werd de Britse Lizzy Yarnold opgevolgd door Janine Flock. Op het podium werd ze geflankeerd door dezelfde Lizzy Yarnold en de Duitse Tina Hermann.

## Wereldbeker punten
De eerste 30 in het dagklassement krijgen punten voor het wereldbekerklassement toegekend. De top 20 na de eerste run gaan verder naar de tweede run, de overige deelnemers krijgen hun punten toegekend op basis van hun klassering na de eerste run. De onderstaande tabel geeft de punten per plaats weer.
| Klassering = punten                          | Klassering = punten                           | Klassering = punten                               | Klassering = punten                          | Klassering = punten                          | Klassering = punten                          |
| -------------------------------------------- | --------------------------------------------- | ------------------------------------------------- | -------------------------------------------- | -------------------------------------------- | -------------------------------------------- |
| 1e = 225 2e = 210 3e = 200 4e = 192 5e = 184 | 6e = 176 7e = 168 8e = 160 9e = 152 10e = 144 | 11e = 136 12e = 128 13e = 120 14e = 112 15e = 104 | 16e = 96 17e = 88 18e = 80 19e = 74 20e = 68 | 21e = 62 22e = 56 23e = 50 24e = 45 25e = 40 | 26e = 36 27e = 32 28e = 28 29e = 24 30e = 20 |

## Mannen

### Uitslagen
| Datum      | Plaats       | Eerste              | Tweede              | Derde               |
| ---------- | ------------ | ------------------- | ------------------- | ------------------- |
| 12/12/2014 | Lake Placid  | Martins Dukurs      | Tomass Dukurs       | Matthew Antoine     |
| 19/12/2014 | Calgary      | Martins Dukurs      | Tomass Dukurs       | Yun Sung-bin        |
| 10/01/2015 | Altenberg    | Martins Dukurs      | Tomass Dukurs       | Aleksandr Tretjakov |
| 17/01/2015 | Königssee    | Aleksandr Tretjakov | Martins Dukurs      | Matthew Antoine     |
| 23/01/2015 | Sankt Moritz | Martins Dukurs      | Yun Sung-bin        | Nikita Tregoebov    |
| 30/01/2015 | La Plagne    | Martins Dukurs      | Aleksandr Tretjakov | Tomass Dukurs       |
| 07/02/2015 | Igls         | Martins Dukurs      | Aleksandr Tretjakov | Nikita Tregoebov    |
| 15/02/2015 | Sotsji       | Aleksandr Tretjakov | Martins Dukurs      | Yun Sung-bin        |

### Eindstand
| #  | Piloot                    | Land | Punten |
| -- | ------------------------- | ---- | ------ |
| 1  | Martins Dukurs            | LAT  | 1.770  |
| 2  | Tomass Dukurs             | LAT  | 1.526  |
| 3  | Axel Jungk                | GER  | 1.408  |
| 4  | Matthew Antoine           | USA  | 1.272  |
| 5  | Dominic Parsons           | GBR  | 1.232  |
| 6  | Yun Sung-bin (J)          | KOR  | 1.218  |
| 7  | Aleksandr Tretjakov       | RUS  | 1.214  |
| 8  | Christopher Grotheer (J)  | GER  | 1.088  |
| 9  | Dave Greszczyszyn         | CAN  | 1.072  |
| 10 | Matthias Guggenberger     | AUT  | 1.038  |
| 11 | Sergej Tsjoedinov         | RUS  | 992    |
| 12 | Nikita Tregoebov (J)      | RUS  | 952    |
| 13 | Kilian Von Schleinitz (J) | GER  | 928    |
| 14 | Hiroatsu Takahashi        | JPN  | 880    |
| 15 | Kyle Tress                | USA  | 754    |

| #  | Piloot               | Land | Punten |
| -- | -------------------- | ---- | ------ |
| 16 | Raphael Maier (J)    | AUT  | 748    |
| 17 | Barrett Martineau    | CAN  | 606    |
| 18 | Yuki Sasahara        | JPN  | 580    |
| 19 | Mattia Gaspari (J)   | ITA  | 514    |
| 20 | Ronald Auderset      | SUI  | 514    |
| 21 | Ed Smith             | GBR  | 462    |
| 22 | Evan Neufeldt        | CAN  | 444    |
| 23 | Anton Batoejev       | RUS  | 400    |
| 24 | Joseph Luke Cecchini | ITA  | 345    |
| 25 | Ander Mirambell      | ESP  | 333    |
| 26 | Pavel Koelikov (J)   | RUS  | 280    |
| 27 | John Farrow          | AUS  | 269    |
| 28 | Dorin Velicu         | ROU  | 249    |
| 29 | Alexander Mutovin    | RUS  | 232    |
| 30 | Kyle Brown           | USA  | 230    |

| #  | Piloot              | Land | Punten |
| -- | ------------------- | ---- | ------ |
| 31 | Rhys Thornbury      | NZL  | 193    |
| 32 | Lee Hansin          | KOR  | 192    |
| 33 | Stephen Garbett     | USA  | 180    |
| 34 | David Swift         | GBR  | 168    |
| 35 | Dominic Rady (J)    | GER  | 112    |
| 36 | Giovanni Mulassano  | ITA  | 110    |
| 37 | Alexandros Kefalas  | GRE  | 110    |
| 38 | Michael Zachrau (J) | GER  | 104    |
| 39 | Allen Blackwell     | USA  | 90     |
| 40 | Greg Rafter         | CAN  | 85     |
| 41 | Alexander Auer      | AUT  | 68     |
| 42 | Sean Greenwood      | IRL  | 50     |
| 43 | Nicholas Timmings   | AUS  | 40     |
| 44 | Dean Timmings       | AUS  | 24     |

 (J) = junior 

## Vrouwen

### Uitslagen
| Datum      | Plaats       | Eerste                                                                  | Tweede                                                                  | Derde                                                                   |
| ---------- | ------------ | ----------------------------------------------------------------------- | ----------------------------------------------------------------------- | ----------------------------------------------------------------------- |
| 12/12/2014 | Lake Placid  | Elizabeth Yarnold                                                       | Elisabeth Vathje                                                        | Janine Flock                                                            |
| 19/12/2014 | Calgary      | Elisabeth Vathje                                                        | Laura Deas                                                              | Tina Hermann                                                            |
| 09/01/2015 | Altenberg    | Maria Orlova                                                            | Elizabeth Yarnold                                                       | Jelena Nikitina                                                         |
| 16/01/2015 | Königssee    | Elizabeth Yarnold                                                       | Anja Huber Selbach                                                      | Maria Orlova                                                            |
| 23/01/2015 | Sankt Moritz | Janine Flock                                                            | Elisabeth Vathje                                                        | Laura Deas                                                              |
| 31/01/2015 | La Plagne    | afgelast wegens slechte weersomstandigheden, ingehaald op 08-02 in Igls | afgelast wegens slechte weersomstandigheden, ingehaald op 08-02 in Igls | afgelast wegens slechte weersomstandigheden, ingehaald op 08-02 in Igls |
| 07/02/2015 | Igls         | Elizabeth Yarnold                                                       | Elisabeth Vathje                                                        | Janine Flock                                                            |
| 08/02/2015 | Igls         | Elizabeth Yarnold                                                       | Janine Flock                                                            | Rose McGrandle                                                          |
| 14/02/2015 | Sotsji       | Elizabeth Yarnold                                                       | Maria Orlova                                                            | Anja Huber Selbach                                                      |

### Eindstand
| # | Piloot             | Land | Punten |
| - | ------------------ | ---- | ------ |
| 1 | Janine Flock       | AUT  | 1.531  |
| 2 | Elizabeth Yarnold  | GBR  | 1.511  |
| 3 | Tina Hermann (J)   | GER  | 1.496  |
| 4 | Anja Huber Selbach | GER  | 1.346  |
| 5 | Laura Deas         | GBR  | 1.314  |
| 6 | Sophia Griebel     | GER  | 1.304  |
| 7 | Rose McGrandle     | GBR  | 1.256  |
| 8 | Marina Gilardoni   | SUI  | 1.250  |
| 9 | Lanette Prediger   | CAN  | 1.112  |

| #  | Piloot               | Land | Punten |
| -- | -------------------- | ---- | ------ |
| 10 | Elisabeth Vathje (J) | CAN  | 1.099  |
| 11 | Joska Le Conté       | NED  | 920    |
| 12 | Maria Orlova         | RUS  | 895    |
| 13 | Anne O'Shea          | USA  | 866    |
| 14 | Jane Channell        | CAN  | 848    |
| 15 | Savannah Graybill    | USA  | 830    |
| 16 | Carina Mair (J)      | AUT  | 704    |
| 17 | Jelena Nikitina (J)  | RUS  | 696    |
| 18 | Svetlana Vasiljeva   | RUS  | 684    |

| #  | Piloot                 | Land | Punten |
| -- | ---------------------- | ---- | ------ |
| 19 | Takako Omukai          | JPN  | 560    |
| 20 | Maria Marinela Mazilu  | ROU  | 514    |
| 21 | Lelde Priedulēna (J)   | LAT  | 490    |
| 22 | Eiko Nakayama          | JPN  | 372    |
| 23 | Jaclyn Narracott       | AUS  | 342    |
| 24 | Madison Charney (J)    | CAN  | 218    |
| 25 | Olga Potylitsina       | RUS  | 216    |
| 26 | Julia Kanakina (J)     | RUS  | 200    |
| 27 | Anastasia Novikova (J) | RUS  | 164    |

 (J) = junior 
1986/1987 · 
1987/1988 · 
1988/1989 · 
1989/1990 · 
1990/1991 · 
1991/1992 · 
1992/1993 · 
1993/1994 · 
1994/1995 · 
1995/1996 · 
1996/1997 · 
1997/1998 · 
1998/1999 · 
1999/2000 · 
2000/2001 · 
2001/2002 · 
2002/2003 · 
2003/2004 · 
2004/2005 · 
2005/2006 · 
2006/2007 · 
2007/2008 · 
2008/2009 ·
2009/2010 ·
2010/2011 ·
2011/2012 ·
2012/2013 ·
2013/2014 ·
2014/2015 ·
2015/2016 ·
2016/2017 ·
2017/2018 ·
2018/2019 ·
2019/2020 ·
2020/2021 ·
2021/2022 ·
2022/2023 ·
2023/2024 ·
2024/2025
Alpineskiën ·
Biatlon ·
Bobsleeën ·
Freestyleskiën ·
Langlaufen ·
Noordse combinatie ·
Rodelen ·
Schaatsen (junioren) ·
Schansspringen ·
Shorttrack ·
Skeleton ·
Snowboarden